# Valadares (Monção)
Valadares era una freguesia portuguesa del municipio de Monção, distrito de Viana do Castelo.

## Historia
Cabecera de un municipio propio hasta 1855, fue suprimida el 28 de enero de 2013, en aplicación de una resolución de la Asamblea de la República portuguesa promulgada el 16 de enero de 2013 al unirse con las freguesias de Messegães y Sá, formando la nueva freguesia de Messegães, Valadares e Sá.

## Patrimonio
En el patrimonio histórico-artístico de la antigua freguesia destaca la iglesia parroquial de Santa Eulalia, cuya apariencia actual data de los siglos XVII y XVIII, con líneas barrocas y neoclásicas.